# Castellet i la Gornal
Castellet i la Gornal település Spanyolországban, Barcelona tartományban. Lakosainak száma 2674 fő (2024).

## Földrajza
Castellet i la Gornal Vilanova i la Geltrú, Cubelles, Cunit, Calafell, Santa Margarida i els Monjos, Olèrdola, Canyelles, Bellvei, L'Arboç, Sant Jaume dels Domenys és Castellví de la Marca községekkel határos.

## Népesség
A település lakosságának változását az alábbi diagram mutatja:
| Lakosok száma | 360  | 1779 | 1572 | 1300 | 1054 | 1562 | 2181 | 2237 | 2292 | 2674 |
|               | 1717 | 1887 | 1936 | 1960 | 1986 | 2003 | 2008 | 2014 | 2019 | 2024 |